# 2474 Ruby
2474 Ruby eller 1979 PB är en asteroid i huvudbältet som upptäcktes den 14 augusti 1979 av den tjeckiske astronomen Zdeňka Vávrová vid Kleť-observatoriet. Den är uppkallad efter upptäckarens hund.
Asteroiden har en diameter på ungefär 23 kilometer.